# Apomyrma stygia
Apomyrma stygia is een mierensoort uit de onderfamilie van de Amblyoponinae. De wetenschappelijke naam van de soort is voor het eerst geldig gepubliceerd in 1971 door Brown, Gotwald & Levieux.